# Eduardo da Silva Díaz
Eduardo da Silva Díaz (Artigas, 19 de agosto de 1966) é um ex-futebolista profissional uruguaio, que atuava como volante.

## Carreira
Eduardo da Silva Díaz se profissionalizou no Peñarol.

## Seleção
Eduardo da Silva Díaz integrou a Seleção Uruguaia de Futebol na Copa América de 1987, sendo campeão.

## Títulos
Uruguai
- Copa América: 1987